# Jeziorno (Ukraina)
Jeziorno (ukr. Озерне) – wieś na Ukrainie w rejonie kowelskim obwodu wołyńskiego.